# 钟落潭镇
钟落潭镇，是中华人民共和国广东省广州市白云区下辖的一个乡镇级行政单位，由原钟落潭镇、良田镇、竹料镇、九佛镇合并而來（其後钟落潭镇九佛片（原九佛鎮全境）於2005年4月劃歸蘿崗區，與原屬增城市中新鎮的鎮龍片（原鎮龍鎮全境）合併為九龍鎮，現屬黃埔區）。

## 行政区划
钟落潭镇下辖以下地区：钟落潭社区、竹料社区、良城社区、沙田社区、良田社区、钟落潭村、龙岗村、长沙布村、长腰岭村、五龙岗村、梅田村、障岗村、白土村、茅岗村、马洞村、马沥村、黎家塘村、湴湖村、新村、登塘村、竹一村、竹二村、竹三村、红旗村、寮采村、雄伟村、米岗村、纲领村、乌溪村、大罗村、小罗村、龙塘村、虎塘村、东凤村、安平村、白沙村、良田村、金盆村、光明村、陈洞村、华坑村和沙田村。

## 医疗机构
广州国际健康驿站位于钟落潭镇马沥村。

## 高校园区
钟落潭高校园区有“广州第二大学城”之称，目前9所高校建成并进驻。

## 铁路车站
- 广州地铁14号线：竹料站、钟落潭站、马沥站、新和站
- 广佛环线：竹料站
- 新白广城际铁路：竹料站、钟落潭东站

## 特色美食
- 钟落潭肠粉[4]：在钟落潭镇内，肠粉与沙河粉同出一源，至今已有300多年的历史。这种肠粉有咸口味（猪肉腊肉馅）、甜口味（花生芝麻砂糖）和传统口味（瘦肉）三种口味[5]。

## 未来发展
未来，钟落潭镇将成为“广州国际健康产业城”的一部分。